# Wollongong
Wollongong [‘wʊlɒŋgɒŋ] (in der lokalen Aborigine-Sprache etwa „Meeresrauschen“ oder auch „reiche Fischmahlzeit“) ist eine Stadt in New South Wales in Australien. Sie hat rund 280.000 Einwohner auf einer Fläche von etwa 220 km². Nach Einwohnerzahlen ist Wollongong die drittgrößte Stadt von New South Wales. Die Stadt liegt im Herzen der Region Illawarra, die sich an der Küste der Tasmansee von Stanwell Park im Norden bis Kiama im Süden erstreckt.

## Geographie

### Lage
Wollongong liegt an der Südküste von New South Wales, 85 Kilometer südlich von Sydney am Princes Highway. Es sind 242 Kilometer bis zur Hauptstadt Canberra und 835 Kilometer bis Melbourne. Wollongong liegt außerdem an der Eisenbahnstrecke Sydney-Nowra-Bomaderry, auf der viele Nahverkehrszüge fahren. Der Flughafen Wollongong bietet einige Linienflugverbindungen.

### Klima
|                       | Jan  | Feb  | Mär  | Apr  | Mai  | Jun  | Jul  | Aug  | Sep  | Okt  | Nov  | Dez  |   |      |
| Mittl. Tagesmax. (°C) | 24,9 | 24,9 | 24,0 | 22,0 | 19,7 | 17,7 | 16,8 | 18,0 | 20,1 | 21,5 | 22,0 | 24,0 | ⌀ | 21,3 |
| Mittl. Tagesmin. (°C) | 18,9 | 19,2 | 18,0 | 15,6 | 13,1 | 11,0 | 10,0 | 10,4 | 12,4 | 13,9 | 15,6 | 17,5 | ⌀ | 14,6 |

| 18,9 |

| 19,2 |

| 18,0 |

| 15,6 |

| 13,1 |

| 11,0 |

| 10,0 |

| 10,4 |

| 12,4 |

| 13,9 |

| 15,6 |

| 17,5 |

| 18,9 |

| 19,2 |

| 18,0 |

| 15,6 |

| 13,1 |

| 11,0 |

| 10,0 |

| 10,4 |

| 12,4 |

| 13,9 |

| 15,6 |

| 17,5 |

## Politik

### Partnerstädte
- seit 1981:  Ohrid, Nordmazedonien
- seit 1987:  Kawasaki (Kanagawa), Japan
- seit 2001:  Longyan, Volksrepublik China (Städtefreundschaft)

## Wirtschaft und Infrastruktur
Anders als die meisten Küstenstädte ist Wollongong durch Schwerindustrie geprägt. Zahlreiche Kohleminen wurden errichtet und prägen die Region. Es wurde auch Stahlindustrie angesiedelt und die BlueScope-Steel-Werke sind die größten Stahlwerke Australiens. 
Seit den 1990er Jahren sind diese Bereiche stark rückgängig; an deren Stelle haben Dienstleistungssektoren, wie Bildung und Gesundheit, an Bedeutung gewonnen. 2016 waren ca. 10.400 Menschen im Bildungssektor beschäftigt, 13.000 im Gesundheitswesen und 8.400 im Einzelhandel.

### Bildung
1951 wurde das Wollongong University College gegründet, das 1975 in University of Wollongong umbenannt wurde, an der über 22.000 Studenten eingeschrieben sind.

### Religion
Wollongong ist Sitz des römisch-katholischen Bistums Wollongong.

## Sehenswürdigkeiten
Als Sehenswürdigkeiten gelten in Wollongong das Illawarra Light Railway Museum sowie das alte Court House (Gerichtsgebäude).
Touristisch sind der Royal-Nationalpark im Norden, die Küstenstraße von Stanwell Park über die Sea Cliff Bridge nach Thirroul, das Illawarra Escarpment, der Lake Illawarra sowie der Minnamurra-Regenwald von besonderem Interesse.

## Sport
Wollongong war einer der Austragungsorte der Rugby-Union-Weltmeisterschaft 2003 und vom 18. bis 25. September 2022 Gastgeber der Weltmeisterschaften im Straßenradsport. Die Illawarra Hawks aus Wollongong sind in der Saison 2000/01 und 2024/25 Meister der National Basketball League geworden.

## Söhne und Töchter der Stadt
- Tom Garrett (1858–1943), Cricketspieler
- Janet Elizabeth Mathews (1914–1992), Musiklehrerin und Dokumentatorin australischer Kultur
- Bob Bignall (1922–2013), Fußballspieler
- Hugh Richard (1930–1993), Politiker
- Ian Tuxworth (1942–2020), Politiker
- Allan Wood (1943–2022), Schwimmer
- John Jarratt (* 1951), Schauspieler
- Beverley Whitfield (1954–1996), Schwimmerin
- Wayne Gardner (* 1959), Motorradrennfahrer
- Shaun Boyle (* 1971), Bobfahrer und Skeletontrainer
- Troy Corser (* 1971), Motorradrennfahrer
- Jonathan Hall (* 1972), Duathlet und Radrennfahrer
- Matthew „Matt“ Horsley (* 1972), Fußballspieler
- Scott Chipperfield (* 1975), Fußballspieler
- Ashley Fisher (* 1975), Tennisspieler
- Mile Sterjovski (* 1979), Fußballspieler
- Ben Kersten (* 1981), Radrennfahrer
- Phil Walker-Harding (* 1981), Spieleautor
- Luke Wilkshire (* 1981), Fußballspieler
- Joel Pearson (* 1983), Radrennfahrer
- Clayton Fettell (* 1986), Triathlet
- Adam Demos (* 1985), Filmschauspieler
- Mitchell Pearson (* 1987), Radrennfahrer
- Kieran Govers (* 1988), Hockeyspieler
- Matthew Jurman (* 1989), Fußballspieler
- Aaron Donnelly (* 1991), Bahn- und Straßenradrennfahrer
- Bruno Hortelano (* 1991), spanischer Leichtathlet
- Flynn Ogilvie (* 1993), Hockeyspieler
- Sarah Carli (* 1994), Hürdenläuferin
- Emma McKeon (* 1994), Schwimmerin
- Jordan Murray (* 1995), Fußballspieler
- Blake Govers (* 1996), Hockeyspieler
- Jacob Roulstone (* 2005), Motorradrennfahrer